# Плюс один
«Плюс один» — российский фильм-мелодрама режиссёра Оксаны Бычковой, вышедший в 2008 году.

## Сюжет
Переводчице Маше (Мадлен Джабраилова) предлагают халтуру: сопровождать актера-кукольника из Великобритании Тома (Джетро Скиннер) в Москве, куда он приезжает, чтобы провести мастер-классы с молодыми актёрами театра кукол. У героев на первый взгляд мало общего: Маша серьёзно относится к жизни и к тому, что о ней думают окружающие, Том же воспринимает мир как театр, игру. Но они оба одиноки (Маша всю жизнь провела за словарями, а для Тома единственный настоящий друг и собеседник — кукла-перчатка, с которой он не расстаётся ни на минуту), и это их сближает. Влюбившись в Тома, Маша меняется и, когда приходит время расставаться, с лёгкостью отпускает его: она готова начать новую жизнь.

## В ролях
- Мадлен Джабраилова — Маша (Мария Сергеевна), профессиональный переводчик
- Джетро Скиннер — Том
- Владимир Ильин — Пётр Николаевич
- Евгений Цыганов, Павел Деревянко, Юрий Колокольников — ростовые куклы
- Александр Адабашьян — мужчина у ларька
- Мириам Сехон — Мадлен
- Мирослава Карпович — Римма
- Андрей Мерзликин — Макаров, капитан милиции
- Сергей Друзьяк
- Елизавета Клейнот

## Награды
- Джетро Скиннер — Приз за лучшую мужскую роль на Открытом Российском Кинофестивале «Кинотавр»
- Мадлен Джабраилова — Приз за лучшую женскую роль на IX Открытом Российском Фестивале «Улыбнись, Россия!»
- Большая «Золотая ладья» за лучший фильм, в рамках конкурса «Выборгский счёт» на кинофестивале «Окно в Европу»